# Оникс
Оникс је варијетет калцедона са пругама које су беле и црне. У неким случајевима могу се добити примерци без пруга, као што је случај са црним ониксом, али то је ретко. „Оникс“ је реч која потиче из латинског, а еквивалентна је грчкој речи „onukha“, која се односи на канџе, копита, нокат и на камен боје нокта. Ова грчка реч је у корену санскритске речи „nakha“, а руске и српске - „нокат“. Користи се за брушење и полирање украсних предмета, за израду камеја итд. Главна лежишта овог минерала су у Јужној Америци, али га има и на другим местима у свету. Мексику, Индији и на Мадагаскару. Нека истраживања показују да се може наћи и у Србији, на Фрушкој гори. Блиски варијетет је сардоникс.
| Хемијска формула и назив | - Калцијум-карбонат            |
| Тврдоћа по Мосовој скали | 7                              |
| Специфична тежина        | 2.65 - 2.667                   |
| Индекс преламања (R.I.)  | 1.543 - 1.552 до 1.545 - 1.554 |
| Двоструко преламање      | 0.009                          |
| Оптички знак             | позитиван                      |
| Кристализација           | тригонални систем              |